# هومبيركامبس
هومبيركامبس (بالفرنسية: Humbercamps)‏ هي بلدية تقع في إقليم باد كاليه من منطقة نور با دو كاليه في شمال فرنسا. تبلغ مساحة هذه المدينة 3.58 (كم²)، وترتفع عن سطح البحر 168 م، يبلغ عدد سكانها 235 نسمة حسب إحصاء المعهد الوطني للإحصاء والدراسات الاقتصادية سنة 2009 م. وترأس Dominique Verdel البلدية خلال فترة (2008-2014).